# Одноворченко, Степан Савельевич
Степан Савельевич Одноворченко (13 сентября 1914, Михайло-Коцюбинское, Черниговский уезд, Черниговская губерния, Российская империя — 30 сентября 1991, Астрахань) — командир эскадрильи 448-го штурмового авиационного полка 281-й штурмовой авиационной дивизии 13-й воздушной армии Ленинградского фронта, майор. Герой Советского Союза.

## Биография
Родился 13 сентября 1914 года в селе Михайло-Коцюбинское, ныне посёлок городского типа Черниговского района Черниговской области в семье крестьянина. Украинец. Окончил школу ФЗУ в Чернигове. Работал электромехаником.
В Красной Армии с 1935 года. В 1939 году окончил Ворошиловградскую военную авиационную школу пилотов. Член ВКП/КПСС с 1939 года.
Участник Великой Отечественной войны с 20 октября 1942 года. Воевал на Волховском, Ленинградском и 3-м Прибалтийском фронтах.
Принимал участие в прорыве блокады города Ленинграда в 1943 году, в июльско-августовских операциях на Мгинском направлении в 1943 году, в отражении контратак противника в районе Спасская Полисть в 1943 году, в боях по освобождению Новгорода и Ленинградской области в 1944 году, в боевых операциях на псковском и нарвском направлениях в 1944 году, в боях по прорыву оборонительной полосы на Карельском перешейке.
К июлю 1944 года совершил 99 боевых вылетов на штурмовку оборонительных сооружений, аэродромов, железнодорожных эшелонов, скоплений войск противника. Нанес противнику следующие потери: подавлен огонь и частично уничтожено: 10 орудий полевой артиллерии, 27 орудий зенитной артиллерии, 13 орудий малокалиберной зенитной артиллерии, 8 зенитных пулемётов; разбито и повреждено: 4 дзота, 6 самолётов разных типов, 23 автомашины с грузом, 9 железнодорожных вагонов, создано 7 крупных очагов пожара, разрушено 6 жилых домов, взорвано 7 складов с боеприпасами, истреблено до 300 солдат и офицеров противника.
Указом Президиума Верховного Совета СССР от 23 февраля 1945 года за образцовое выполнение боевых заданий командования на фронте борьбы с немецко-фашистскими захватчиками и проявленные при этом мужество и героизм, майору Одноворченко Степану Савельевичу присвоено звание Героя Советского Союза с вручением ордена Ленина и медали «Золотая Звезда».
После войны продолжал службу в ВВС на командных должностях. С 1958 года подполковник С. С. Одноворченко — в отставке.
Жил в городе Астрахань. Умер 30 сентября 1991 года. Похоронен в Астрахани.

## Награды
Награждён орденом Ленина, тремя орденами Красного Знамени, орденом Александра Невского, двумя орденами Отечественной войны 1-й степени, орденом Красной Звезды, медалями, в том числе медалью «За оборону Ленинграда».

## Память
В Черниговском районе Черниговской области С. С. Одноворченко установлены: в посёлке городского типа Михайло-Коцюбинское у памятного знака погибшим односельчанам — мемориальная доска Героям, уроженцам посёлка; в селе Ковпыта на Аллее Героев — памятный стенд.